# Морска сол (сериал)
„Морска сол“ е български ситком на продуцентската компания „Глобал Филмс“, който се излъчва премиерно на 25 декември 2004 г. по Нова ТВ и приключва в средата на 2005 г. Създател на сериала е Емил Бонев, който е базиран на едноименната му пиеса. Снимките се провеждат на 30 юни 2004 г. и приключват на 31 юли. Главните роли се изпълняват от актьорите Асен Блатечки, Койна Русева, Пенко Господинов и Екатерина Стоянова.

## Сюжет
Внимание:  Текстът по-долу разкрива сюжета на произведението (или части от него)!
Емил и Димитър са пълни противоположности, но са приятели от деца и от 10 години делят таванска стаичка в центъра на София. Една вечер обаче от другата таванска стая се чуват стенанията на новата съседка, Соня, която току-що се е нанесла с братовчедка си Таня. Фантазията на момчетата заработва. Оказва се обаче, че Соня се е сецнала докато тренира и Таня просто я е разтривала. Емо и Митко започват да кроят план как да се запознаят със съседките и им хрумва гениалната идея – да занесат морска сол за болките. Изниква и проблемът – няма морска сол, дори няма обикновена. И захар ще свърши работа, защото целта е изпълнена – запознанството. От тази вечер нататък двете тавански стаички и работилничката на Бохос стават обект на всякакви комични ситуации.

## Актьорски състав
Роли във филма изпълняват актьорите:
- Асен Блатечки – Емил – приятел на Митко, оператор на хаспел, но по-късно напуска и отваря ателие за татуировки. Мързелив, но талантлив. Има вреден навик да си гризе ноктите, но после го преборва успешно. Върти „ортаклък“ с баща си. Женкар, по-късно се влюбва в Соня. Заклет левскар. Обожава мотори, мечтата му е да има Харли Дейвидсън или Порше. По-късно Соня го запалва по йогата.
- Койна Русева – Соня – братовчедка на Таня, треньорка по карате, скрито романтична, с ум като бръснач. Бивше гадже на Киро Белезника. Влюбва се в Емил. Заклета цесекарка. Мечтата и е да отиде в Рио по време на карнавала и да се срещне с Митьо Крика. Притежава фитнес студио на тавана.
- Пенко Господинов – Димитър – студент по философия, приятел на Емил, влюбен в Таня. Заеква. Кротък и много срамежлив, много знае, малко говори. Девствен, по-късно Анелия му отнема девствеността.
- Екатерина Стоянова – Таня – студентка, братовчедка на Соня, влюбена в Димитър, много емоционална, очарователна и умна, но срамежлива. Мечтата и е да се запознае с Дядо Стефчо.
- Тодор Колев – Чичо Бохос – арменец, живата памет на тавана, държи малка обущарничка там, но е много известна, тъй като при него идват много знаменитости. Всезнайко, често дава съвети на младите.
- Христо Гърбов – Киро Белезника – мафиот, бивше ченге и бивше гадже на Соня, той и урежда тавана, тъй като преди е живял там и там се е запознал с жена си Фроси. Дясната му ръка е Чико Комоциото. Слънчев човек, приятел на съквартирантите, често им помага
- Красимир Радков – Чавдар „Чико“ Паунов – Комоциото – мутра, сирак, боксьор, дясната ръка на Киро Белезника, момче за всичко. Глуповат, чете една книга за година и половина. Понякога се оплаква от Киро, но го уважава, готов е да умре за него. Има слабост към дюлите.
- Валентин Танев – В началото играе циганин коминочистач, но след това продължава да се появява извършвайки други дейности.
- Диана Любенова – Фроси – съпруга на Киро Белезника, типичната кокона от село, която има високо мнение за себе си. Чувствителна, „лъскава“, но тъжна. Имала е афера с диригент, заради която замалко да разтрогне брака си.
- Васил Василев-Зуека – себе си
- Димитър Рачков – Жорж – студент по антропология 3 курс, куриер. Чувствителна душа, сладур, душата на компанията. Пада си по Соня отначало, после по Таня, но си остават само приятели.
- Елена Петрова – Анелия – братовчедка на Соня и Таня, склонна към авантюри, импулсивна, постоянно си навлича неприятности, но излиза винаги чиста от ситуацията. Харесва Димитър.
- Кръстьо Лафазанов – Климент, работник по изолации, типичният изряден служител, стресиран, самотен ерген и брат му близнак Наум, рокер
- Виктория Колева – Хазяйката – стара мома на средна възраст. Бохос я задява отдавна, но тя се интересува от Димитър и Емил. Отдавна чака своя рицар на бял кон. Първо го вижда в един боцман, а после в началника на братовчеда на Емил. Заяжда се с младите, главно за наема, но след като Митко купува стаите, се променя тотално. Клюкарка.
- Максим Генчев – Стоимен – баща на Емил, заклет комарджия, с Емил са ортаци – той му ползва кантарчето, за да тегли хора на улицата и им взима пари. Жени се за майката на Таня.
- Елена Кънева – Майката на Таня – интересува се от гледане на ръка, плете гоблени и макраме. Жени се за бащата на Емил.
- Алексей Кожухаров – Добромир (Миро), кондуктор, трети братовчед на Емил, насажда се да живее при момчетата, върти бизнес на черно с български стоки. Много уважава началника си Мирослав и не се отделя от него.
- Емил Бонев – Началника на влака Мирослав
- Албена Михова – Дебора, самозвана партийна лидерка
- Светлана Колева – гаджето на Чико
- Владимир Василев – Купувачът на квартирите
- Митьо Крика – себе си
- Дядо Стефчо – себе си
- Диян Мачев- себе си

## Любопитно
- Асен Блатечки помогнал на Койна Русева с карате-хватките, тъй като той самия е четирикратен шампион на България по карате.
- Тодор Колев трябвало да научи няколко арменски лафа за ролята си. Когато обаче решил да се пошегува с Магърдич Халваджиян, той не разбрал нищо, тъй като не говори арменски.
- Асен Блатечки единствен е играл същата роля в театъра три години преди снимките на сериала.
- Христо Гърбов, Краси Радков и Кръстьо Лафазанов организирали такива смешни импровизации, че екипът спирал работа от смях.